# Haute-Kotto
Haute-Kotto (deutsch Oberkotto) ist eine Präfektur der Zentralafrikanischen Republik mit der Hauptstadt Bria. Die Größe der Präfektur beträgt 86.050 km². Mit Stand 2022 wurden 128.342 Einwohner gemeldet.
Haute-Kotto ist unterteilt in 3 Subpräfekturen (jeweils mit ihrer Hauptstadt in Klammern):
- Bria (Bria)
- Ouadda (Ouadda)
- Yalinga (Yalinga)

## Geografie
Die Präfektur liegt im Osten des Landes und grenzt im Norden an die Präfektur Vakaga, im Nordosten an den Südsudan, im Osten an die Präfektur Haut-Mbomou, im Süden an die Präfektur Mbomou, im Südwesten an die Präfektur Basse-Kotto, im Westen an die Präfektur Ouaka und im Nordwesten an die Präfektur Bamingui-Bangoran.
Im Norden der Provinz liegt das Bongo-Massiv, in dem der größte Fluss der Provinz, der Kotto, entspringt. Der höchste Berg der Provinz ist der 1113 Meter hohe Mont Aburassain an der Grenze zum Sudan.